# Gowjī
Gowjī (persiska: Gūbī, گوجی) är en ort i Iran.   Den ligger i provinsen Khorasan, i den nordöstra delen av landet, 700 km öster om huvudstaden Teheran. Gowjī ligger 1 769 meter över havet och antalet invånare är 211.
Terrängen runt Gowjī är lite bergig, och sluttar söderut. Runt Gowjī är det ganska glesbefolkat, med 25 invånare per kvadratkilometer. Närmaste större samhälle är Kang-e Pā'īn, 15,6 km söder om Gowjī. Omgivningarna runt Gowjī är i huvudsak ett öppet busklandskap.